# Ordine della Repubblica di Trinidad e Tobago
L'Ordine della Repubblica di Trinidad e Tobago è la massima decorazione di Trinidad e Tobago.

## Storia
L'Ordine è stato fondato nel 2008 in sostituzione della Trinity Cross per premiare servizi distinti al Paese.

## Classi
L'Ordine dispone dell'unica classe di Membro che dà diritto al post nominale ORTT.

## Insegne
- Il nastro è rosso con al centro una striscia nera con bordi bianchi.